# Heliodoxa
Heliodoxa – rodzaj ptaków z podrodziny paziaków (Lesbiinae) w rodzinie kolibrowatych (Trochilidae).

## Zasięg występowania
Rodzaj obejmuje gatunki występujące w Ameryce Centralnej (Kostaryka i Panama) i Południowej (Kolumbia, Wenezuela, Gujana, Brazylia, Ekwador, Peru i Boliwia).

## Morfologia
Długość ciała 10–17 cm; masa ciała 5,1–10,2 g; samce są z reguły większe i cięższe od samic.

## Systematyka

### Etymologia
- Leadbeatera: epitet gatunkowy Trochilus leadbeateri Bourcier, 1843; Benjamin Leadbeater (1773–1851), brytyjski wypychacz i ornitolog zajmujący się handlem związanym z historią naturalną[17]. Gatunek typowy: Trochilus leadbeateri Bourcier, 1843.
- Clytolaema: gr. κλυτος klutos „wspaniały”, od κλεω kleō „świętować”; λαιμος laimos „gardło”[18]. Gatunek typowy: Trochilus rubineus J.F. Gmelin, 1788 (= Trochilus rubricauda Boddaert, 1783).
- Heliodoxa: gr. ἡλιος hēlios „słońce”; δοξα doxa „chwała, wspaniałość”, od δεχομαι dekhomai „chwalić”[19].
- Ionolaima: gr. ιον ion „fioletowy”; λαιμος laimos „gardło”[20]. Gatunek typowy: Trochilus schreibersii Bourcier, 1847.
- Phaiolaima: gr. φαιος phaios „brązowy”; λαιμος laimos „gardło”[21]. Gatunek typowy: Trochilus rubinoides Bourcier & Mulsant, 1846.
- Eugenia: Cesarzowa Eugenia (1826–1920; rządziła w latach 1853–1870), żona Napoleona III[22]. Gatunek typowy: Eugenia imperatrix Gould, 1856.
- Agapeta: gr. αγαπητος agapētos „serdecznie kochany”, od αγαπη agapē, αγαπης agapēs „miłość”[23]. Gatunek typowy: Aphantochroa gularis Gould, 1860; młodszy homonim Agapeta Hübner, 1822 (Lepidoptera).
- Aspasta: gr. ασπαστος aspastos „pożądany, mile widziany”[24]. Nowa nazwa dla Leadbeatera Bonaparte, 1849.
- Polyplancta: gr. πολυπλαγκτος poluplanktos „ciągle w ruchu” (tj. z rodzaju), od πολυς polus „więcej”; πλαγκτος planktos „wędrowny”, od πλαζω plazō „wędrować”[25]. Gatunek typowy: Trochilus (Lampornis) aurescens Gould, 1846.
- Lampraster: gr. λαμπρος lampros „znakomity”; αστηρ astēr, αστερος asteros „gwiazda”[26]. Gatunek typowy: Lampraster branickii Taczanowski, 1874.
- Placophorus: gr. πλαξ plax, πλακος plakos „płyta” (np. metal); φορος phoros „noszący”, od φερω pherō „nosić”[27]. Gatunek typowy: Aphantochroa ? gularis Gould, 1860.
- Hypolia: gr. ὑπο hupo „pod”; λειος leios „gładki”[28]. Gatunek typowy: Trochilus leadbeateri Bourcier, 1843; młodszy homonim Hypolia Ridgway, 1875 (Fringillidae).
- Xanthogenyx: gr. ξανθος xanthos „żółty”; γενυς genus „szczęka”[29]. Gatunek typowy: Xanthogenyx salvini d’Hamonville, 1883 (= Heliodoxa xanthogonys Salvin & Godman, 1882).
- Agapetornis: rodzaj Agapeta F. Heine Sr., 1863; ορνις ornis, ορνιθος ornithos „ptak”[30]. Nowa nazwa dla Agapeta F. Heine Sr., 1863.
- Smaragdochroa: gr. σμαραγδος smaragdos „szmaragd”; χροα khroa, χροας khroas „wygląd, kolor”, od χρως khrōs, χρωτος khrōtos „cera, karnacja”[31]. Gatunek typowy: Heliodoxa jacula Gould, 1850.

### Podział systematyczny
Do rodzaju należą następujące gatunki:
- Heliodoxa schreibersii (Bourcier, 1847) – brylancik czarnolicy
- Heliodoxa xanthogonys Salvin & Godman, 1882 – brylancik zielonoczelny
- Heliodoxa gularis (Gould, 1860) – brylancik różowogardły
- Heliodoxa branickii (Taczanowski, 1874) – brylancik rdzawoskrzydły
- Heliodoxa aurescens (Gould, 1846) – brylancik złotawy
- Heliodoxa rubricauda (Boddaert, 1783) – brylancik rdzawosterny
- Heliodoxa rubinoides (Bourcier & Mulsant, 1846) – brylancik rubinowy
- Heliodoxa imperatrix (Gould, 1856) – brylancik cesarski
- Heliodoxa jacula Gould, 1850 – brylancik niebieskogardły
- Heliodoxa leadbeateri (Bourcier, 1843) – brylancik modroczelny